# The Dream Walker
The Dream Walker è il quinto album degli Angels & Airwaves ed è stato pubblicato il 9 dicembre 2014.
Insieme all'album, è uscito anche il film d'animazione Poet Anderson: The Dream Walker.
Il 7 ottobre la band rese disponibile la prima canzone: Paralyzed.
Il 31 ottobre 2014 la band ha pubblicò il primo singolo dell'album: The Wolfpack, il 17 novembre Bullets in the Wind e il 1 dicembre l'ultimo singolo, Tunnels.

## Tracce
1. Teenagers & Rituals – 3:53
2. Paralyzed – 4:10
3. The Wolfpack – 3:54
4. Tunnels – 4:10
5. Kiss with a Spell – 4:36
6. Mercenaries – 4:37
7. Bullets in the Wind – 4:03
8. The Disease – 3:57
9. Tremors – 3:55
10. Anomaly – 2:53

## Formazione
- Tom DeLonge – voce, chitarra, sintetizzatori
- Ilan Rubin – batteria, tastiere, sintetizzatori